# Каналы Вид

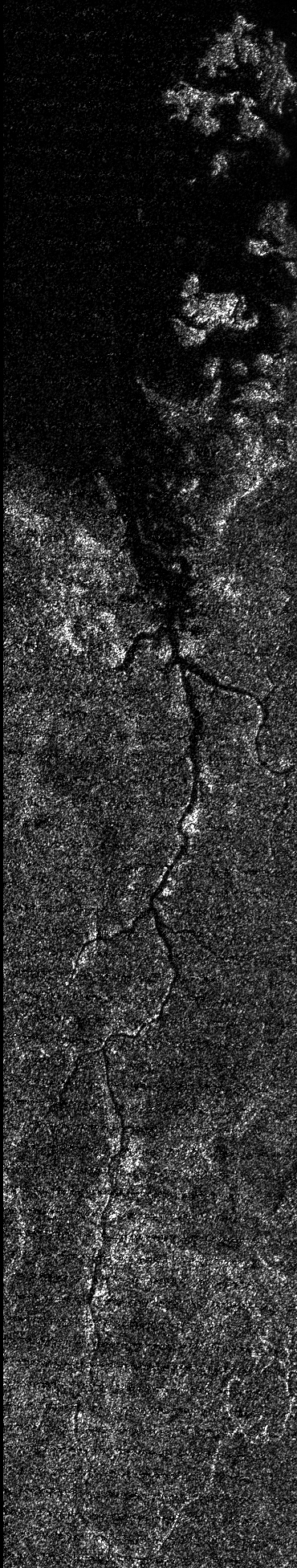
Каналы Вид (напоминают русла земных рек) на радарном снимке космического аппарата «Кассини» (2012)

Каналы Вид (лат. Vid Flumina) — система каналов на Титане, по которым, вероятно, текут жидкие углеводороды — главным образом метан и этан.

## География и геология
Центр имеет координаты 72°54′ с. ш. 242°15′ з. д. / 72,9° с. ш. 242,25° з. д.. Максимальный размер — 158 км, ширина — менее 0,8 км, глубина — 240—570 м. Каналы Вид являются самой большой и сложной активной речной системой, обнаруженной за пределами Земли. Из-за схожести по форме с земной рекой Нил, каналы Вид получили прозвище «второй Нил», «мини-Нил». Несмотря на то, что у каналов присутствуют небольшие меандры (плавные изгибы русла реки), у титанового аналога «Нила» прямое русло реки — это означает, что она течёт в месте разлома в почве Титана. Речная сеть тянется на 400 километров от истоков и впадает в море Кракена. По снимкам русла, расположенного в районе северного полюса Титана, учёные пришли к выводу, что оно заполнено текучей жидкостью. В пользу этого свидетельствует тот факт, что поверхность основного канала выглядит тёмной и характерно гладкой по всей длине. Это подтверждено более поздним (2016 г.) анализом данных радара «Кассини», полученных в 2013 году, когда он был использован как альтиметр.

## Эпоним
Система каналов названа в честь широкой ледяной и ядовитой реки системы Эливагар в скандинавской мифологии. Название было утверждено Международным астрономическим союзом в 2013 году.